# Lee Woon-jae
Lee Woon-Jae (Jeonju, 26 de abril de 1973) é um ex-futebolista sul-coreano. Capitão e um dos jogadores mais respeitados da seleção sul-coreana, o goleiro Lee Woon-Jae carrega grande experiência internacional, além de ser um grande ídolo em seu país.
Woon-Jae é um goleiro difícil de ser superado. É conhecido pela discrição de movimentos, boa colocação e frieza. 

## Carreira

### Seleção Sul-coreana
Sua primeira aparição internacional aconteceu nos Jogos Olímpicos de Barcelona, em 1992. Dois anos depois, foi o terceiro goleiro da equipe que foi eliminada na Copa do Mundo dos Estados Unidos.

### Copa de 2002
Voltou aos holofotes no Mundial de 2002. Jogando em casa, Woon-Jae foi um dos líderes do elenco que conquistou a inédita quarta colocação para a Coreia do Sul.  O momento mais marcante do número 1 na competição aconteceu nas cobranças de pênaltis nas quartas-de-final diante da Espanha. Na ocasião, parou uma das cobranças da Espanha, o de Joaquín, na intervenção que classificou sua seleção para as semifinais. 

#### História nas Copas
- 1994 - 1 jogo, 0 gols
- 2002 - 7 jogos, 0 gols
- 2006 - 3 jogos, 0 gols

## Títulos
- 4 Ligas Coreanas (98, 99, 04, 08)
- 3 Copas da Liga Coreana (99, 05, 08)
- 1 Copa Adidas (99)
- 1 Liga dos Campeões da AFC (01/02)
- 2 Super Copas Coreana (99, 05)
- 1 Super Copa da Ásia (02)
- 1 Copa da Ásia Oriental (05)
- 1 Campeonato Pan-Pacífico (09)